# جورج واشنطن ستيل
جورج واشنطن ستيل (بالإنجليزية: George Washington Steele)‏ هو محامي وسياسي أمريكي، ولد في 13 ديسمبر 1839 في الولايات المتحدة، وتوفي في 12 يوليو 1922 في نفس البلد. حزبياً، نشط في الحزب الجمهوري. وقد انتخب Governor of Oklahoma Territory ‏ (22 مايو 1890 – 18 أكتوبر 1891) وانتخب عضو مجلس النواب الأمريكي.